# 国文社
国文社（こくぶんしゃ）は、かつて存在した日本の出版社。主に哲学・思想を中心に、歴史・文化・評論・詩集などの書籍を出版していた。

## 沿革
活版印刷、和漢洋活字の鋳造、字母型製造販売、石版彫刻印刷、銅版・電版・木版彫刻印刷、紙型鉛版調製印刷、帳簿装釘、名刺招待状印刷を業とした。

## 主な出版物

### 叢書
- ポリロゴス叢書
- アウロラ叢書
- トロイア叢書
- 叢書アレクサンドリア図書館（全12巻）
- セリ・シュルレアリムス（全5巻）

### 著作集その他
- 『アルベール・ベガン著作集』（全3巻）
- 『村上一郎著作集』（全12巻）
- 『ディラン・トマス全集』
- 『リルケ書簡集』（全4巻）
- 『サミュエル・ピープスの日記』（全10巻）